# Didier Chouat
Didier Chouat (24 de abril de 1945 - 20 de novembro de 2014) foi um político francês que serviu como membro da Assembleia Nacional.

## Vida pessoal
O seu irmão Francis Chouat também é parlamentar.